# Muhsin Musabbah Faradż
Muhsin Musabbah Faradż (arab. ‏محسن مصباح‎; ur. 20 marca 1964) – emiracki piłkarz grający na pozycji bramkarza. Uczestnik Mistrzostw Świata 1990.
W latach 1984–2002 był piłkarzem Nadi asz-Szarika. W latach 1985–1999 był reprezentantem Zjednoczonych Emiratów Arabskich. Uczestniczył z nią w Mistrzostwach Świata w 1990 we Włoszech.